# Girolamo Lombardo
Girolamo Lombardo, auch bekannt als Girolamo Lombardi oder Girolamo da Ferrara (* um 1506 in Ferrara; † Juni 1589 in Recanati), war ein italienischer Bildhauer und Bronzegießer.

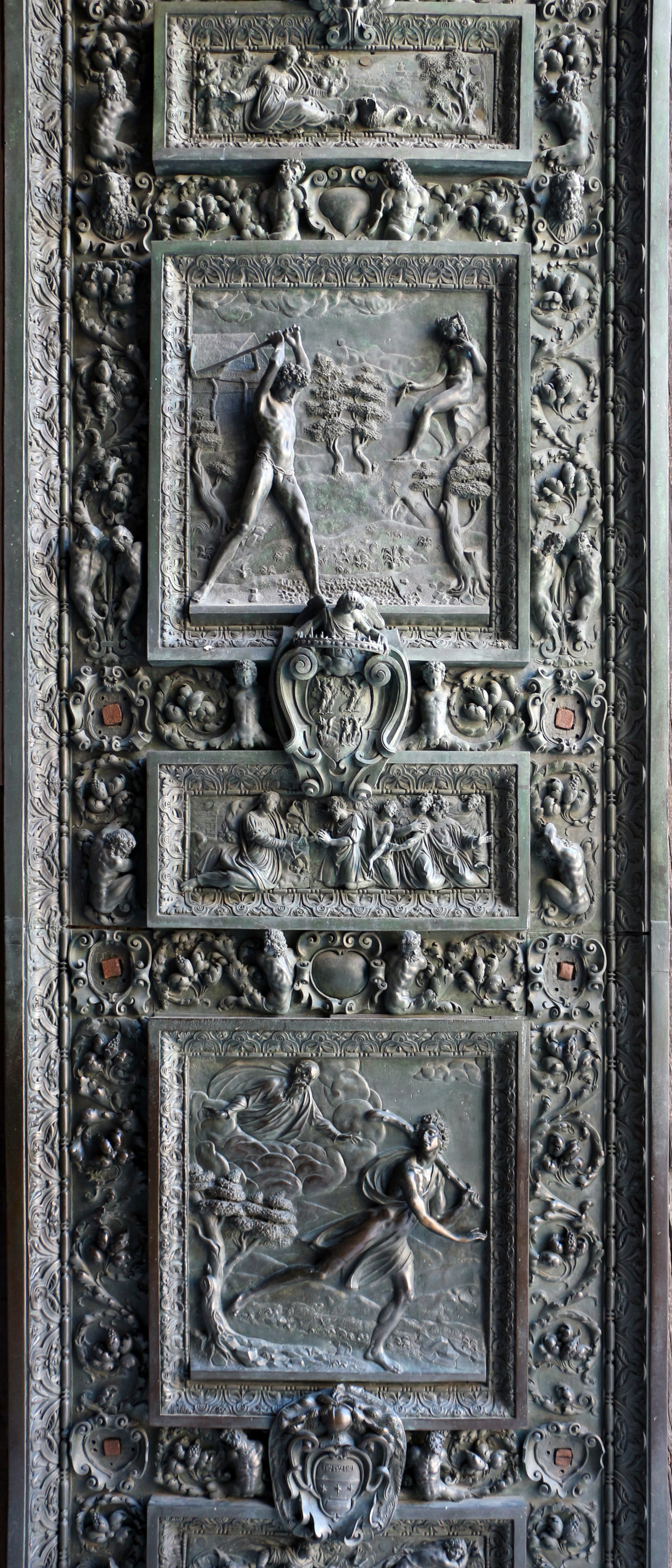
Hauptportal der Basilika vom Heiligen Haus in Loreto

## Leben
Der um 1506 in Ferrara geborene Girolamo war der Sohn des Architekten und Bildhauers Antonio Lombardo und damit der Enkel von Pietro Lombardo aus Carona sowie der Bruder von Ludovico und Aurelio, beide Bildhauer.
Girolamo wurde in der Werkstatt seines Vaters in Ferrara ausgebildet und zog dann nach Venedig, um seine Ausbildung bei Jacopo Sansovino fortzusetzen, mit dem er zwischen 1532 und 1540 an der Libreria Marciana und der Loggetta des Markusturms in Venedig arbeitete.
Seine Anwesenheit in Loreto ist seit 1543 belegt, wo sein Bruder Aurelio bereits seit einigen Jahren tätig war und wo um 1550 sein dritter Bruder Ludovico hinzukam.
Um 1552 zog Girolamo mit seinen Brüdern nach Recanati und eröffnete dort eine Gießerei, in der er ein wichtiges Wahrzeichen Mittelitaliens schuf und die ausgereifte venezianische Technik an alle Arbeiter der erfolgreichen Werkstatt weitergab. Die Bildhauerschule von Recanati wurde in den folgenden Generationen von Tiburzio Vergelli aus Camerino, Antonio Calcagni (Vater des Bildhauers Michelangelo Calcagni), Sebastiano Sebastiani, Tarquinio und Pier Paolo Jacometti und Gianbattista Vitali weitergeführt.
Seine Söhne Antonio, Pietro und Paolo waren ebenfalls anerkannte Bildhauer und Bronzegießer.

## Werke
- Idolino di Pesaro, Sockel, 1533, Archäologisches Nationalmuseum Florenz
- Grabstätte von Francesco Alberici: Büste, (1574), Recanati, Diözesanmuseum
- Propheten der Marmorverkleidung des Heiligen Hauses, 1543, Basilika vom Heiligen Haus in Loreto[1]
- Tabernakel des Hochaltars, 1559–60, Mailänder Dom[1];
- Tabernakel der Sakramentskapelle, 1570–71, Dom von Fermo[1];
- Hauptportal der Basilika, um 1590, Loreto, Basilika vom Heiligen Hauses[1];
- Statue von Papst Gregor XIII., (1574), Ascoli, für die Stadt Ascoli angefertigt, wurde von französischen Soldaten zerstört.
- Altare, Cingoli, Collegiata di Sant’Esuperanzio,
- Kreuz und Apostel, ausgeführt für den Gouverneur von Loreto (verschollen).
- Annibale Caro: Büste
- Marmorbild der Kapelle des Heiligen Sakraments in der Basilika von Loreto (verschollen)[2]